# Amina Annabi
Pour les articles homonymes, voir Amina et Annabi.
Amina Annabi (arabe : أمينة العنابي), née le 5 mars 1962 à Carthage, est une chanteuse et actrice franco-tunisienne connue en France et en Belgique sous son nom de scène, Amina.
Elle a notamment représenté la France au Concours Eurovision de la chanson 1991 avec le titre C'est le dernier qui a parlé qui a raison avec lequel elle s'est classé à la deuxième place.

## Biographie

### Famille et enfance
Née en Tunisie en 1962 d'un père français et d'une mère tunisienne, Amina Annabi est élevée par sa mère, musicienne et compositrice, après le divorce de ses parents. Elle se forge une culture musicale qui va de Tina Turner à Oum Kalthoum. Autour de sa grand-mère, également musicienne, la famille se réunit tous les dimanches et chante du malouf traditionnel ou de la variété italienne. De plus, l'un de ses oncles est à l'origine du festival de Tabarka où pendant quelques années, elle voit défiler des artistes internationaux tels Joan Baez, James Brown ou l'Algérienne Warda. C'est à cette occasion, qu'elle rencontre Wasis Diop, alors jeune rocker sénégalais. Très amis, ils travailleront souvent ensemble.

### Chanteuse
En 1975, Amina Annabi s'installe en France avec sa mère. Amina, à treize ans, s'oriente déjà vers une carrière artistique. Elle pratique assidûment la danse, se forme au chant classique ainsi qu'au chant traditionnel égyptien. À seize ans, elle monte un groupe qui fait la tournée des lycées et en devient la chanteuse. Elle excelle alors dans le répertoire reggae et jazz.
Au début des années 1980, la scène musicale française intègre les influences de l'Afrique et du monde arabe. C'est au sein de Radio Nova, plaque tournante en matière de musiques du monde, qu'elle rencontre Martin Meissonnier en 1982. Producteur et musicien, Meissonnier est l'un des premiers à faire travailler des artistes africains en France. Une longue collaboration artistique et personnelle démarre entre eux. Elle a une petite fille née en 1986. L'année suivante, elle remporte un concours de rap. Le titre en question, Shehérazade, un rap arabisant, devient dans la foulée son tout premier 45 tours. Amina commence alors à se forger un nom.
En 1986, elle enregistre un duo, Shango, avec l'un des pères fondateurs de la culture hip-hop : Afrika Bambaataa. À cette occasion, elle collabore aussi avec le Japonais Yasuaki Shimizu. Celui-ci va l'inviter sur son album Subliminal. Ces collaborations japonaises font d'elle une vedette au Japon à tel point qu'elle y donne une tournée en 1987. Elle rencontre le poète et compositeur Gérard Ansaloni en 1989 au studio Do.
En 1989, elle est soliste sur l'album Omnisight Seing de Haruomi Hosono, autre musicien japonais et fondateur du Yellow Magic Orchestra avec Ryūichi Sakamoto. Hosono est le premier à avoir marié synthétiseur et musique orientale.
Les années 1990 démarrent par son tout premier album : Yalil (La nuit). Il sort dans 22 pays à la fois et, aux États-Unis, est classé cinquième dans la section world music par le prestigieux magazine professionnel Billboard, privilège rarissime pour un artiste francophone. L'album se vend finalement à plus de 15 000 exemplaires dans le pays.
En France, elle obtient le prix Piaf 91 de la meilleure chanteuse. En 1991, Antenne 2 la choisit par l'intermédiaire de Marie-France Brière pour représenter la France au Concours Eurovision de la chanson. Le 4 mai, elle participe au 36e Concours Eurovision de la chanson organisé à Rome. Au nom de la France, elle interprète une chanson tirée de son album : C'est le dernier qui a parlé qui a raison, co-écrite et composée avec Wasis Diop. Au classement final, après les votes de tous les pays, Amina atteint la première place ex æquo avec la représentante de la Suède, Carola, chacune obtenant 146 points. Cependant, d'après le règlement établi en 1989, est déclaré(e) gagnant(e) en cas d'égalité l'artiste ayant obtenu le plus souvent le nombre de points maximum (douze puis dix, huit, etc.). Amina obtient quatre fois douze points et deux fois dix points tandis que Carola obtient quatre fois douze points et cinq fois dix points. Cette dernière remporte donc le concours tandis qu'Amina se voit rétrogradée à la seconde place,,.
Fin 1992 sort son second album, Wa di yé (L'Amour est unique), qui est coproduit par Wasis Diop. Le succès de ce disque se concrétise par une tournée internationale. En avril 1999, son troisième album, Annabi, sort dans les bacs.
Elle chante par ailleurs en trio dans un groupe de femmes, appelé Les Orientales, avec la chanteuse algérienne Mona Boutchebak.
En 1993, elle passe dans le premier numéro de l'émission Taratata en duo avec Bernard Lavilliers, puis une deuxième fois en mai de la même année.
En 1994, elle enregistre la chanson La Main parisienne sur l'album Paris (en) de Malcolm McLaren.
En 1996, Amina interprète le générique du dessin animé Princesse Shéhérazade, diffusé de 1996 à 2000 sur France 2.
En 1999 sort le troisième album d'Amina auquel elle donne son nom de famille, Annabi. L'album, mêlant musique orientale et électronique, est produit par le groupe Renegade Soundwave et contient deux reprises Les Mots bleus (en duo avec Christophe) et My Man immortalisé par Billie Holiday.
Une première compilation sort en 2001 sous le titre Best of Nomad.
En juin 2002, Amina participe, aux côtés de Françoise Atlan et Vaska Jankoska, à Mon cœur est devenu tolérant, un oratorio de Goran Bregović sur le thème de la réconciliation des trois religions monothéistes.
En 2003, elle compose, avec Édouard Milton, la bande originale du long métrage Bedwin Hacker de Nadia El Fani. La même année, dans le cadre de l'Année de l'Algérie, elle participe au théâtre Mogador à Paris au spectacle On m'appelle l'Orientale, hommage au music-hall algérien popularisé notamment par Lili Boniche et Maurice El Médioni, sous la direction musicale de Gil Aniorte-Paz et dans une mise en scène de Caroline Loeb.
En 2006, Amina commence une longue collaboration avec le collectif Asian Dub Foundation par Gaddafi: A Living Myth au Coliseum Theatre de Londres. Cet opéra d'un genre nouveau et sur un personnage très controversé suscite la polémique,. Elle prolonge sa collaboration avec le groupe, notamment en posant sa voix sur Speed of Light dans l'album Punkara sorti en 2008.
Le 14 octobre 2008 au stade de France, avant le match amical de football entre la France et la Tunisie, Amina interprète Humat Al-Hima, l'hymne national tunisien, Lââm chantant La Marseillaise.
En 2010, le metteur en scène Luc Bondy donne carte blanche à Amina pour composer les voix de la tragédie grecque Hélène d'Euripide, qu'il monte au Burgtheater de Vienne. Durant un an, la diva tunisienne donnera la réplique à de grandes cantatrices classiques.
Au printemps 2011, le réveil du monde arabe la ramène à ses racines. Ainsi naît Ya Nari Révolution, un hymne à la liberté, dédié à la révolution tunisienne et qui mêle folk, musique orientale et stambali. Fière et émue, Amina chante ce titre pour la première fois sur la scène du théâtre de Carthage. La même année, elle chante aussi sur trois morceaux (sur onze) de l'album reggae/oriental A Jamaican In Cairo de Dr Cat & Diaspora.
Amina partage ensuite pendant une dizaine d'années son temps entre la France et la Suède, où elle donne de nombreux concerts solos tout en développant une démarche originale avec le groupe Pajala Tatawin, entre musique arabe et traditions du grand Nord. Un album du même nom sort en 2014. Elle chante et tourne aussi en Scandinavie avec la formation Norrbotten Big Band. Elle n'en continue pas moins de se produire dans le monde entier : Sarajevo, Venise, Turin, Bilbao, Rabat, Tozeur, Amman, Londres, New York, Shanghai, etc.
De retour en France au début des années 2020, Amina continue les collaborations avec des artistes de musique électro-orientale et sort en 2021 La lumière de mes choix, un album de chansons composées avec Léonard Lasry, où, dit-elle, « je chante ma vie, mes expériences, mes histoires d'amour et mes voyages ».

### Actrice
En plus de la musique, Amina se lance en 1989 dans le cinéma. Son premier film est une production française de Romain Goupil, Maman, où elle tient un second rôle aux côtés d'Anémone. L'année suivante, on la remarque dans Un thé au Sahara, une production internationale signée de Bernardo Bertolucci, où elle campe le rôle de la prostituée dans une longue scène avec John Malkovich.
En 1992, elle joue dans la grande fresque de Claude Lelouch : La Belle Histoire. L'année suivante, elle réapparaît dans La Nuit sacrée de Nicolas Klotz. Elle y tient pour la première fois le rôle principal aux côtés de l'Espagnol Miguel Bosé.
En 2000, elle apparaît dans le film La Mécanique des femmes de Jérôme de Missolz et, en 2001, dans Philosophale de Farid Fedjer.
En 2005, elle joue dans Il était une fois dans l'Oued réalisé par Djamel Bensalah.
Elle joue en 2008 dans une comédie musicale retraçant l'histoire de Mouammar Kadhafi avec la Asian Dub Foundation. En 2009, elle joue le rôle de Yasmina dans Coup de foudre au Caire, drame romantique de Ruba Nadda, aux côtés de Patricia Clarkson, Alexander Siddiq, Elena Anaya et Tom McCamus.

## Discographie
- 1983 : Shéhérazade - 45t - Disques Dreyfus
- 1989 : Yalil - 33t/CD - Phillips
- 1992 : Wa di yé (L'Amour est unique) - CD - Phillips
- 1999 : Annabi - CD - Mercury
- 2001 : Best of Nomad - CD - Mercury
- 2014 : Pajala Tatawin - CD - Knapsu
- 2022 : La Lumière de mes choix - CD - 29Music

## Filmographie

### Cinéma
- 1990 :
  - Maman de Romain Goupil : Fati
  - Un thé au Sahara de Bernardo Bertolucci : Mahrnia
- 1992 : La Belle Histoire de Claude Lelouch : sœur de Jésus
- 1993 :
  - La Nuit sacrée de Nicolas Klotz : Ahmed/Zahra
  - L'Heure du Cochon de Leslie Megahey : Samira
- 2000 : La Mécanique des femmes de Jérôme de Missolz
- 2001 :
  - Philosophale de Farid Fedjer
  - Inch'Allah dimanche de Yamina Benguigui : Malika
- 2002 : Dreams of Trespass de Stéphanie Danan
- 2003 : Les Marins perdus de Claire Devers : Amina (scènes coupées)
- 2005 : Il était une fois dans l'Oued de Djamel Bensalah : Khiera Sabri
- 2006 : Comme tout le monde de Pierre-Paul Renders : la mère de Jalil
- 2009 : Coup de foudre au Caire de Ruba Nadda : Yasmina
- 2011 : Polisse de Maïwenn : la mère de Melissa

### Télévision
- 1999 : Cléopâtre, mini-série de Franc Roddam : Jehosheba
- 2011 : Frères, téléfilm de Virginie Sauveur : Amina
- 2023 : Capitaine Marleau (épisode 8 de la saison 4 : Follie's) de Josée Dayan : Brigitte Maupré (la mère de Sunlight)